# 防止虐待动物协会
防止虐待动物协会（英語：Society for the Prevention of Cruelty to Animals，簡稱：SPCA）是世界各地非營利性动物福利组织的通用名称。历史最悠久的SPCA组织是在1824年在英国成立的皇家防止虐待动物协会。SPCA 组织彼此独立运作，开展动物福利活动，协助防止虐待动物案件的发生。
目前，在美國已有众多地方建立起了专门保护遭遗弃和受虐待的动物SPCA。那些为该协会工作的人负责拯救和照顾那些受伤害的动物。在SPCA裡，动物受到清洁和喂养。如果其中有健康或表现良好的动物甚至还可被领养。
SPCA也已扩展至全世界，世界上有多个国家和地区建立起了相关组织，如香港的香港爱护动物协会（SPCA (HK)）和台灣的台灣防止虐待動物協會（TSPCA）。

## SPCA主要工作
- 避免宠物过剩
- 对动物收容管理给出建议
- 加强对动物遭虐待的调查
- 教育人类仁慈对待动物
- 提供兽医服务

SPCA的目的是为了减少动物（多指向宠物）的痛苦、恐惧和动物所遭遇的不幸等。SPCA是非牟利的组织。